# Sigeblog
Sigeblog is een bestuurslaag in het regentschap Banjarnegara van de provincie Midden-Java, Indonesië. Sigeblog telt 3518 inwoners (volkstelling 2010).